# Maurice Paléologue
Georges Maurice Paléologue, född 13 januari 1859, död 21 november 1944, var en fransk diplomat.

## Biografi
Paléologue inträdde i utrikesdepartementet 1880, var ambassadsekreterare i Tanger, Rom och Peking innan han 1893-94 blev biträdande chef för utrikesministerns kabinett. 1901 blev han ministre plénipotentiare, var beskickningschef i Sofia 1907-12 och blev 1912 chef för utrikesdepartementets politiska avdelning. Paléologue var 1914-17 fransk ambassadör i Sankt Petersburg och blev 1920 generalsekreterare i utrikesdepartementet under Alexandre Millerand. Paléologue utövade en omfattande författarverksamhet och väckte uppmärksamhet genom sina skildringar av Ryssland före första världskriget och under krigets första år, La Russie des tsars pendant la Grande Guerre (3 band, 1921-22) samt studier över politiska personligheter som Klemens von Metternich, Camillo di Cavour med flera.

## Utmärkelser
- Kommendör med stora korset av Vasaorden, 1920.[10]